# Zeleni Srbije
Zeleni Srbije, cyrilicí Зелени Србије (česky Zelení Srbska), je srbská politická strana zaměřená na ochranu životního prostředí. Má status pozorovatele při Evropské straně zelených.
V parlamentních volbách 2012 strana tvořila součást koalice Volba za lepší život a předseda Ivan Karić byl zvolen prvním zástupcem zelených v parlamentu.